# Oppia elegans
Oppia elegans är en kvalsterart som först beskrevs av Trägårdh 1931.  Oppia elegans ingår i släktet Oppia och familjen Oppiidae. Inga underarter finns listade i Catalogue of Life.